# 婤姶
婤姶（?—?），姒姓，卫襄公的宠妾，子孟絷、卫灵公。
卫襄公夫人姜氏无子，宠姬婤姶生了孟絷。前540年（鲁昭公二年、卫襄公四年），晋国韩宣子执政，向诸侯聘问的那一年，婤姶生了儿子元。孟絷的脚有疾病，前535年（鲁昭公七年、卫襄公九年），孔成子立了公子元，就是卫灵公。十二月廿三日，安葬卫襄公。